# Dan Gillmor
Dan Gillmor (...) è un giornalista statunitense che ha investito molto della sua vita nella campagna promozionale dei nuovi media e nello sviluppo di un nuovo giornalismo tecnologico che possa essere alla portata di tutti.
Nel suo blog, Gillmor sostiene di essere cresciuto con i media: a partire dalla formazione sui libri, passando per la passione della musica, al lavoro in svariate testate giornalistiche, all'uso e alla sponsorizzazione di internet con conseguenti investimenti per lo sviluppo di vari progetti in ambito mediatico.
Prima di diventare un volto noto del giornalismo a stelle e strisce, nel 1981 si laurea presso l'Università del Vermont, e lavora nel campo musicale all'incirca sette anni, per poi successivamente abbandonarla in favore di un posto come cronista, dal 1994-2005, presso il San Jose Mercury News, quotidiano della Silicon Valley, per la quale ha anche scritto un blog intitolato SiliconValley.com.
Nel corso degli anni, Dan Gillmor lavora per svariate testate giornalistiche come il Mercury News, il Detroit Free Press, e come collaboratore freelance per conto del New York Times, del Boston Globe, dell'Economist e del Financial Times.
Gillmor è autore di un libro, We the Media, pubblicato nell'agosto 2004, all'interno del quale riassume il ruolo di nuove applicazioni tecnologiche come blog, RSS, SMS, peer to peer, ma in particolar modo mette in evidenza il ruolo di un medium come internet che aiuta i giornalisti indipendenti ad affermarsi, a combattere il consolidamento  dei media tradizionali. Nel gennaio del 2005 Gillmor lascia il Mercury News  per lavorare ad un progetto di giornalismo dal basso, chiamato Bayosphere.
Oggi Dan Gillmor è direttore del progetto "Knight Center for Digital Media Entrepreneurship" presso l'Università dell'Arizona, che ha lo scopo di creare una cultura generale dell'innovazione e l'assunzione del rischio per il mondo giornalistico e dei media in generale. Egli, a tal proposito, è stato definito dai membri dell'Università il leader globale nella rivoluzione dei media digitali.